# Gnidia mollis
Gnidia mollis är en tibastväxtart som beskrevs av Charles Henry Wright. Gnidia mollis ingår i släktet Gnidia och familjen tibastväxter. Inga underarter finns listade i Catalogue of Life.